# Pachypanchax sp. nov. 'Tsiribihina'
Pachypanchax sp. nov. 'Tsiribihina' là một loài cá thuộc họ Aplocheilidae. Đây là loài đặc hữu Madagascar. Môi trường sinh sống tự nhiên của chúng là sông.